# Olja Ivanjicki
Olja Ivanjicki (srbskou cyrilicí: Оља Ивањицки; 10. května 1931 Pančevo – 24. června 2009 Bělehrad) byla srbská výtvarnice. Její dílo bylo ovlivněno zejména pop-artem, ale i surrealismem či fantastickým uměním.
Byla dcerou ruských poříjnových emigrantů. Vyrůstala v Kragujevaci. Studovala na Akademii výtvarných umění v Bělehradě, promovala v roce 1957 (ve třídě profesora Sretena Stojanoviće) a ve stejném roce byla jedinou ženou mezi zakladateli umělecké skupiny Mediala (mezi členy Vladimir Veličković, Ljubomir Popović nebo Miodrag Đurić zvaný Dado). Skupina Mediala uspořádala 12 kolektivních výstav. V roce 1962 Olja získala stipendium Fordovy nadace a začala studovat umění ve Spojených státech. V roce 1978 byla vybranou umělkyní Fulbrightova programu (Artist in Residence - Rhode Island School of Design). Měla 99 samostatných výstav po celém světě. Získala Vukovu cenu za celoživotní dílo (Vukova nagrada, 1988), Cenu sedmého července (Sedmojulska nagrada, 1988) nebo Karićovu cenu. Na počátku 21. století se zúčastnila i několika architektonických soutěží a věnovala se módnímu návrhářství. Psala i verše, její básně vyšly těsně před její smrtí v Bělehradě pod názvem Večni uslov – poezija. Byla pohřbena v uličce zasloužilých občanů na bělehradském Novém hřbitově.